# Bus Expo
 (mai 2018).
Bus Expo est une exposition itinérante créée en 2015 par Pascal Paul avec pour objectif de faire sortir l'art des musées et des galeries en l'amenant à la rencontre du grand public. Pour ce faire, les organisateurs mettent à profit les espaces publicitaires sur des bus en y apposant des reproductions d’œuvres qui sont, en parallèle, exposées dans un musée mobile accessible à tous.

## Histoire
En avril 2015 a lieu la première édition de Bus Expo. Les espaces publicitaires disponibles sur le réseau de bus Les Cars Airfrance (devenu depuis Le Bus Direct) sont utilisés par des reproductions d’œuvres de six artistes sélectionnés par un jury parrainé par Pierre Cornette de Saint-Cyr sous la direction artistique de Stéphanie Dendura.
En 2016, l'exposition itinérante signe un partenariat avec la foire d'art contemporain Art Paris Art Fair. En 2017 Art Paris Art Fair renouvelle son soutien à l'opération Bus Expo pendant la foire du printemps au Grand Palais. Pour cette édition 2017 qui met le continent africain à l'honneur, les organisateurs et le jury ont élargi la sélection à la photographie. Les œuvres lauréates seront une nouvelle fois exposées sur les navettes aéroportuaires Le Bus Direct exploitées par Keolis et Aéroports de Paris,.